# Der Schinderhannes
Der Schinderhannes ist ein deutscher Spielfilm aus dem Jahr 1958. Basierend auf einem Theaterstück von Carl Zuckmayer handelt er vom als Schinderhannes bekannten Räuberhauptmann Johannes Bückler.

## Handlung
Hunsrück, zur Zeit der napoleonischen Besatzung: Als der Reichsgraf von Cleve-Boost nach seiner Flucht vor den französischen Truppen zurückkehrt und den Bauern ihren Besitz nimmt, stürmt Räuberhauptmann Johannes Bückler, bekannt als Schinderhannes, mit seinen Leuten dessen Schloss; die Bauern holen sich unterdessen ihr Eigentum zurück. Carl von Cleve-Boost, der Sohn des Reichsgrafen, der mit dem arroganten Herrschaftsstil seines Vaters nicht einverstanden ist und dafür von ihm verachtet wird, wird von Schinderhannes zunächst als Geisel mitgenommen, schließt sich ihm dann aber freiwillig an.
In Mainz verkauft Schinderhannes während eines Empfangs für Napoleon sein Diebesgut an den befreundeten, der französischen Fremdherrschaft ebenfalls ablehnend gegenüberstehenden Händler Leyendecker. Im Wirtshaus lernt er zudem ein singendes Mädchen namens Julchen kennen, das dem Gendarmen Adam versprochen ist. Er wird von einem Gast erkannt, kann aber fliehen. Schinderhannes und Julchen verlieben sich ineinander. Beide besuchen Schinderhannes’ Vater. Da tauchen unter Adams Führung Gendarmen auf und wollen den Vater verhaften, werden aber von Schinderhannes vertrieben. Trotz des Widerstandes seiner Leute, die den Verkaufserlös des Diebesgutes für sich behalten wollen, gibt Schinderhannes den Bauern ihr Geld zurück. Als seine Leute, unter ihnen Carl von Cleve-Boost, Wein aus dem Klosterkeller in Bernkastel rauben sollen und dabei verhaftet werden, gibt sich Schinderhannes im Kloster als der Reichsgraf aus, wird aber entlarvt und verhaftet. Doch der Sohn des Reichsgrafen entkommt seinem Vater und befreit Schinderhannes im Alleingang.
Als Schinderhannes und seine Leute von Soldaten bedrängt werden und zu den Gewehren greifen, bekommt das inzwischen schwangere Julchen Zweifel an seinem Tun und verlässt ihn. Es kommt zu einem harten Gefecht zwischen den Soldaten und Schinderhannes’ Leuten, dem unter anderem Carl zum Opfer fällt, als er Hannes vor einer feindlichen Kugel schützen will; Schinderhannes und seine Leute fliehen. Auf der Flucht findet Schinderhannes Julchen wieder, die soeben einen Sohn geboren hat. Doch die Freude währt nur kurz: Schinderhannes und Julchen werden durch Verrat von Schinderhannes’ Kompagnon Benzel verhaftet, Schinderhannes schließlich in Mainz zum Tode verurteilt.
Er darf seine letzten Stunden mit Julchen verbringen. Währenddessen wird der Verrat an Schinderhannes durch den alten Leyendecker gerächt, indem er den Verräter Benzel durch eine Finte stranguliert. Kurz vor der Vollstreckung des Urteils stirbt Leyendecker selbst an einem Herzinfarkt. Schinderhannes und seiner Bande bleibt als letzter Trost, dass sie gemeinsam hingerichtet werden und hierzu mehr Leute gekommen sind als zu Napoleons Empfang.

## Sonstiges
Der Film wurde von September bis November 1958 in den Real-Film-Studios Hamburg-Wandsbek in Eastmancolor produziert. Die Außenaufnahmen entstanden in Dhaun und Umgebung, Burg Moschellandseck sowie in der Rheinpfalz. Die Uraufführung erfolgte am 17. Dezember 1958 im Turm-Palast Frankfurt.
Curd Jürgens war bei den Dreharbeiten 42 Jahre alt, Johannes Bückler starb aber bereits mit 24.
Der Schinderhannes gehört zu den wenigen Filmen, in denen Maria Schell als Sängerin in Erscheinung tritt. In einer Szene intoniert sie das Schinderhanneslied, dessen Text von Carl Zuckmayer stammt.

## Auszeichnungen
Joseph Offenbach erhielt den Preis der deutschen Filmkritik 1959 als bester Nebendarsteller.

## Kritiken
„Die historische Gestalt des Räuberhauptmanns im Hunsrück, der zur Zeit Napoleons eine blutige Fehde für den Schutz der Unterdrückten führt, tritt in dieser aufwendigen Zuckmayer-Verfilmung nicht hinreichend in das tragische Zwielicht von Recht und Unrecht. So wird sein Leben und Sterben zum bloßen spektakulären Schaustück. Einfallslos inszeniert, unglaubwürdig in der Besetzung, ohne Atmosphäre.“